# Cima di Jazzi
La Cima di Jazzi (3.803 m s.l.m.) è una montagna delle Alpi Pennine che si trova lungo il confine tra l'Italia e la Svizzera. Il versante italiano domina la valle Anzasca; quello versante svizzero si eleva sopra la Mattertal.

## Caratteristiche

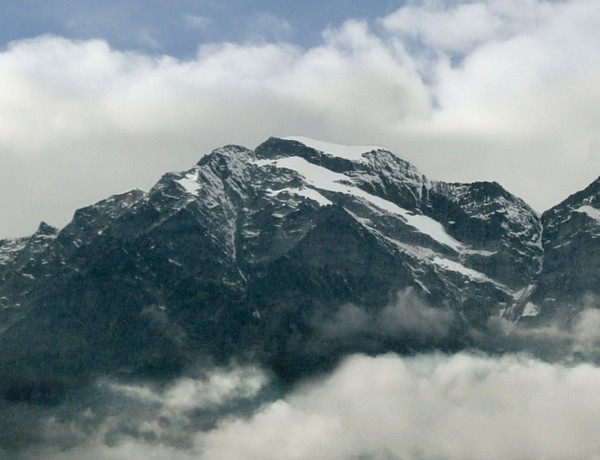
La montagna vista da Borca, frazione di Macugnaga.

Nonostante la sua quota non raggiunga i 4.000 m, la cima di Jazzi è una delle vette più famose del gruppo del Monte Rosa. Imponente ed arcigna, presenta una parete di circa 1800 metri che precipita sopra Macugnaga. Al centro di questa parete, quasi interamente roccioso, c'è il Triangolo della Jazzi, un salto di circa 500 metri completamente liscio, che presenta difficoltà valutate tra il VI grado e l'A1. Venne superato direttamente il 28-29 giugno 1959 dalla cordata Bisaccia-Bertolini-Jachini. Si tratta tecnicamente di una via estremamente difficile, con continui passaggi di V, VI e A1.

## Salita alla vetta
- È possibile salire sulla vetta dal versante italiano partendo dal Rifugio Eugenio Sella oppure dal Bivacco Città di Luino.
- È possibile salire alla vetta dal versante svizzero partendo dalla Monte Rosa Hütte.